# العلويون في لبنان
العلويين في لبنان، تعد طائفة العلويين في لبنان أقلية دينية، حيث يُقدَّر عدد العلويين في لبنان بين 60 إلى 150 ألفًا، حيث عاشوا منذ القرن السادس عشر على الأقل.  وهم إحدى الطوائف اللبنانية الرسمية الثماني عشرة؛
وبفضل جهود زعيمهم علي عيد ، منحهم اتفاق الطائف لعام 1989 مقعدين محجوزين في البرلمان. يعيش العلويون اللبنانيون بشكل أساسي في حي جبل محسن في طرابلس وفي 10 قرى في قضاء عكار ، ويمثلهم الحزب العربي الديمقراطي . 

## لمحة تاريخية عن العلويين في لبنان
تتمركز الطائفة العلوية في لبنان في أماكن تجمع محددة وشبه منغلقة على نفسها، ويقع تجمعها المركزي الرئيسي في محلة بعل محسن (تسمى اليوم جبل محسن) في طرابلس بنسبة 60%، إضافة إلى تجمعات متناثرة في بلدات المسعودية والسماقية وحكر الظاهري والحوشة وتل حميرة في سهل عكار بنسبة 38%.
ارتبط وجود العلويون في لبنان تاريخيًا بمنطقة جبال كسروان، وكانوا موجودين أيضًا في وادي التيم وفي جنوب وشمال لبنان ولاسيّما مدينة طرابلس (حسب بعض المؤرخين مثل المطران الدبس وفيليب حتّي)، اختلف الوضع من دخول الصليبيون لبنان وحاربوا دولة بني عمار، عندها انهزم العلويون وحلّ مكانهم الحكم الأخشيدي، فذهب الحكم من بين أيديهم ولكنهم بقوا في المدينة كسكان، أما القسم الأكبر فلجأ الى الجبال ولاسيّما جبال الساحل السوري التي عرفت لاحقًا بجبال العلويين.
بعد سنوات حكم تلك المنطقة العثمانيون، ثم مع انتهاء الحرب العالمية الأولى التي انتهت بتغيير الخريطة الجغرافية والديموغرافيّة بسيطرت جيوش الحلفاء وفرض الانتداب الفرنسي على لبنان وسوريا.
ففي عام 1950 أنشأت الرابطة الخيرية العلوية، وتم ذلك بدافع شبابي، وفي مطلع الستينات بدأت تبرز تحركات المتعلمين العلويين من حملة الإجازات الجامعية وكانوا قلّة في ذلك الحين.
منذ تلك المرحلة ومع إنشاء دولة لبنان حتى الستينات فإنّ معظم العلويين كانوا يعتبرون فقيري الحال واقتصرت مواردهم على الزراعة والقيام ببعض الأعمال الشاقة والأعمال التجارية الصغير، وتشكلوا على هيئة مجموعات للعمل في منطقة باب التبانة، ونظموا جمعية خيرية، رشحوا منها نائب لرابطة الحرفيين في طرابلس، لكنها تواجهت بالرفض.
فبعد استقلال لبنان وخروج القانون التشريعي في عام 1936 اعتبر القانون أن العلويين من الشعب الإسلامية واعتبارهم من الشيعة، لذا حاول العلويين أن يأخذوا وعد من موسى الصدر بتمثليهم بعضو في المجلس الشيعي، لذا شرع شباب العلويين في جمع توقيعات وصلت لعشرة آلاف وتحركوا بها لرئيس الجمهورية سليمان فرنجية الذي أحالها لوزارة الداخلية التي اعلنت حقهم بتشكيل رابطة.
في مطلع الستينيات، بدأت تتهيأ لهم فرص التعليم بشكل أوسع وعلى مختلف المستويات، وفي السبعينات كان هناك العشرات من حملة الشهادات الجامعية من طب وهندسة وحقوق ودكتوراه، فتأثر العديد منهم بالحزب الشيوعي اللبناني والحزب التقدمي الاشتراكي واعتنق بعضهم مبادئ حزب البعث والتيار الناصري خصوصًا في فترة الخمسينات والستينات، وهكذا توزع الشباب العلوي على تيارات وتنظيمات عدة حتى أنشأ علي يوسف عيد حركة الشباب العلوي لتمثل العلويين في عام 1973.

## العلويون خلال الحرب الأهلية في لبنان
في العام 1975، أي مع بداية الحرب اللبنانية، تحولت حركة الشباب العلوي الى تنظيم أوسع وأشمل بقيام جبهة المقاومة الوطنية التي قادها علي عيد، وكانت لهذه الجبهة مشاركات وأدوار خلال فترات الأحداث التي عصفت بلبنان.
وفي العام 1981 أسس علي عيد مع آخرين حزبًا أسماه الحزب العربي الديمقراطي الذي ضمّ مؤيدين ومناصرين من أبناء الشمال والبقاع، كما ضمّ العديد من العلويين. وشارك هذا الحزب الذي أصبح له موقع ومراكز عدة في أكثر من منطقة لبنانية في المعارك التي شهدها الشمال وطرابلس تحديدًا خلال عامي 1983 و1984، كما شارك العديد من العلويين في أعمال المقاومة ضدّ الإسرائيلين بعد اجتياحهم للبنان عام 1982 مع أحزاب لبنانية عدة مثل الحزب الشيوعي اللبناني وحركة أمل والحزب القومي السوري الاجتماعي وسقط منهم قتلى وأسرى كثر.

## العلويون والطائف
حتى اتفاق الطائف، كانت المشاركة العلوية في الحياة السياسية معدومة كليًا. فبموجب هذا الاتفاق تمت مشاركة العلويين بشكل رسمي في الحياة السياسية. وقد حصلت هذه المشاركة اثر التعيينات النيابية التي أقرّها ميثاق الطائف على الشواغر النيابية لآخر مجلس نيابي منتخب منذ 1972 واستحداث مقاعد جديدة والذي زاد عدد النواب من 99 الى 128. وأعطي للعلويين مقعدان عن كل من دائرتي طرابلس وعكار حيث شغلهما بالتعيين النائبان علي عيد عن قضاء طرابلس وعبد الرحمن عبد الرحمان عن قضاء عكار.
كما لاحظت الحكومة اللبنانية بعد الطائف مراكز إدارية عالية للطائفة العلوية أسوة بباقي الطوائف الأخرى. إلا أن العلويين وجدوا هذا الإعتراف خجولاً، فهم حصلوا من خلاله على 3 مقاعد إدارية (مديران عامان وسفير). ولا تمثيل لهم في كافة وظائف الفئة الثانية ولا تمثيل لهم في القضاء، ولا تمثيل لديهم كعلويين في المؤسسات العسكرية والأمنية.

## العلويون بعد الطائف
ففي 17 آب 1995 صدر عن مجلس النواب قانون حمل رقم 449 الذي منح الطائفة حق تنظيم وإدارة شؤونها الدينية وأوقافها ومؤسساتها الخيرية والإجتماعية التابعة لها، على أن تتولى تنظيمها وإدارتها بنفسها طبقًا لأحكان الشريعة والفقه الجعفري.
كما شاركت الطائفة العلوية في انتخابات 1992 و1996 و2000 و2005، فكانت المشاركة في العام 1992 كانت نتيجتها فوز كل من علي عيد وعبد الرحمن عبد الرحمن بالتزكية.
في العام 1996، كانت المشاركة أوسع مع وجود مرشحين اثنين عن كل من المقعد العلوي في طرابلس والمقعد العلوي في عكار. ففاز عن طرابلس النائب أحمد حبوس بنسبة عالية لتتمثل الطائفة من خلال وجه جديد بعيدًا عن صورة الحرب الأهلية، واحتفظ النائب عبد الرحمن عبد الرحمن بمقعد عكار لأربعة سنوات جديدة، أمّا في العام 2000 فكانت المشاركة أشمل بوجود 9 مرشحين عن طرابلس و4 عن عكار، فاحتفظ النواب أحمد حبوس وعبد الرحمن عبد الرحمن بمقاعدهم لولاية جديدة
كانت انتخابات العام 2005 مخيبة بالنسبة للعلويين، وكانت المرّة الأولى التي تصب أصوات العلويين بأغلبيتها الساحقة لصالح لائحة واحدة وهي اللائحة المدعومة من التيار الوطني الحر وتيار المردة فحصل كل من سليمان طوني فرنجية وجبران باسيل على نسبة تجاوزت الـ91%. وقد فاز عن المقعد العلوي في طرابلس مرشح تيار المستقبل بدر ونوس الذي حصل على نسبة لم تتجاوز 2% من أصوات العلويين. أما في عكار، ففاز أيضًا مرشح تيار المستقبل مصطفى حسين الذي حصل على نسبة مماثلة من أصوات العلويين.

## تنظيم الإفتاء عند العلويين في لبنان
صدر مرسوم تنظيم شؤون الإفتاء العلوي تطبيقاً للقانون رقم 449 تاريخ 17/8/1995، والقاضي في أحد بنوده بانتخاب 3 مفتين علويين للمناطق، وتحديداً في بيروت، طرابلس وعكار، ويهدف المرسوم إلى تنظيم شؤون المؤسسات التابعة للطائفة العلوية في لبنان التي تتواجد في عكار، وبشكل أوسع في طرابلس، وبعدد أقلّ في بيروت. وللطائفة العلوية في لبنان نائبان: واحد في عكار وآخر في طرابلس ويدير شؤونها المجلس الإسلامي العلوي ومقرّه في طرابلس– جبل محسن، ويرأسه محمد عصفور بعد وفاة رئيسه أسد عاصي